# Frontière entre les Comores et les Seychelles
La frontière entre les Comores et les Seychelles est la frontière, intégralement maritime, séparant les deux pays dans l'océan Indien. Elle est fondée sur une ligne équidistante entre le groupe d'Aldabra et les deux îles de Grande Comore/Anjouan, respectant la convention des Nations unies sur le droit de la mer. Il faut noter qu'au Sud de cette ligne, les Comores revendique toujours les territoires français de Mayotte et des Îles Glorieuses (elles-mêmes revendiquées également par Madagascar)

## Historique
Dans le cadre de la mise en œuvre du Programme frontière de l'Union africaine (PFUA), les gouvernements des Comores, des Seychelles et de la Tanzanie ont signé des accords sur la délimitation de leurs frontières maritimes :
- un accord sur la délimitation de la frontière maritime entre la république des Seychelles et l’union des Comores
- un accord entre la république des Seychelles, l’union des Comores et la république unie de Tanzanie sur le tripoint dans l'océan Indien.

Ces accords de délimitation ont été signés à Victoria le 17 février 2012 par Jean-Paul Adam, ministre des Affaires étrangères des Seychelles et Mohamed Bakri Ben Abdoulfatah Charif, ministre des Relations extérieures et de la Coopération des Comores.
Il semble que ces accords ne sont pas encore en vigueur.